# Connected (album de The Foreign Exchange)
Pour les articles homonymes, voir Connected (homonymie).
Albums de The Foreign Exchange
Leave It All Behind
(2008)
Connected est le premier album studio de The Foreign Exchange, sorti le 24 août 2004.
Le nom du duo vient de la façon dont ses deux membres, Phonte et Nicolay, ont conçu ce premier album : Nicolay créait ses beats aux Pays-Bas, pays dont il est originaire, et les envoyait à Phonte, aux États-Unis, par messagerie instantanée ou courrier électronique. Ce dernier y ajoutait sa voix avant de renvoyer le tout à Nicay qui finalisait le morceau. Les deux artistes ne se sont rencontrés pour la première fois qu'après avoir produit ce disque.

## Liste des titres
| No  | Titre                                                                                     | Contient un (des) sample(s) de                         | Durée |
| --- | ----------------------------------------------------------------------------------------- | ------------------------------------------------------ | ----- |
| 1.  | Foreign Exchange Title Theme (featuring YahZarah)                                         | Love's Holiday de Wilbert Longmire                     | 2:28  |
| 2.  | Von Sees (featuring Von Pea)                                                              | Sunken City de Les Baxter It Was a Good Day d'Ice Cube | 2:11  |
| 3.  | Raw Life (featuring Joe Scudda)                                                           |                                                        | 4:48  |
| 4.  | Hustle Hustle (featuring Critically Acclaimed)                                            |                                                        | 3:39  |
| 5.  | Let's Move (featuring Big Pooh)                                                           | A Gal in Calico de Bing Crosby                         | 5:27  |
| 6.  | Nic's Groove (featuring Big Pooh)                                                         |                                                        | 3:55  |
| 7.  | Be Alright (featuring Median et Frank Ford)                                               |                                                        | 4:16  |
| 8.  | Sincere (featuring YahZarah)                                                              |                                                        | 4:47  |
| 9.  | Brave New World                                                                           | Search de Tangerine Dream                              | 4:58  |
| 10. | The Answer (featuring Oddisee, Sean Boog, Phonte et Kenn Starr)                           | Living All Alone de Phyllis Hyman                      | 4:39  |
| 11. | Come Around (featuring Darien Brockington)                                                |                                                        | 4:01  |
| 12. | Happiness (featuring Big Pooh)                                                            |                                                        | 4:42  |
| 13. | Foreign Exchange End Theme (featuring YahZarah)                                           |                                                        | 2:01  |
| 14. | All That You Are (featuring Median et Darien Brockington)                                 | That's What Love Is Made of des Sylvers                | 5:23  |
| 15. | Be Alright (Nicolay's Easybreezy Sunday Afternoon Remix) (featuring Median et Frank Ford) |                                                        | 3:04  |
| 16. | Call (featuring Darien Brockington)                                                       |                                                        | 2:45  |
| 17. | Downtime (Nicky Troutman's Bounce to the Ounce Remix)                                     |                                                        | 2:55  |